# أرمان بنفيرن
أرمان بنفيرن (بالفرنسية: Armand Penverne)‏ (مواليد 26 نوفمبر 1926) هو لاعب كرة قدم. يلعب مع منتخب فرنسا لكرة القدم. سبق له أن لعب في كأس العالم لكرة القدم مع منتخب بلاده.

## روابط خارجية
- أرمان بنفيرن على موقع الاتحاد الدولي (مؤرشف)  (الإنجليزية)
- أرمان بنفيرن على موقع قاعدة بيانات كرة القدم.إي يو (الإنجليزية)
- أرمان بنفيرن على موقع ناشيونال فوتبول تيمز (الإنجليزية)
- أرمان بنفيرن على موقع Soccerway.com (الإنجليزية)
- أرمان بنفيرن على موقع عالم كرة القدم.نت (الإنجليزية)